# Grabstejn
Le château de Grabštejn, ou de Grafenstein (devenu ensuite Grabstein), est situé à Chotyně, non loin de Liberec, où les frontières de la République tchèque, de l'Allemagne et de la Pologne se rencontrent. Le château de Grabstein a été construit au XIIIe siècle par la maison de Dohna. À partir de 1562, il appartint au chancelier de la couronne Georg Mehl von Strelitz, qui en a d’ailleurs fait sa résidence de 1566 à 1586. Il y avait de plus un bureau au-dessous du château qui a été rénové dans le style classique autour de 1830. Un peu avant, aux alentours de 1818, le duc Kristian de Clam-Gallas construisit un nouveau château juste en dessous de l’ancien, entouré d’un grand parc avec de nombreuses plantes de grande valeur.
L'ancien château a gardé son apparence authentique de la Renaissance, malgré un incendie qui détruisit les étages supérieurs en 1843. La maison des Clam-Gallas a possédé le château de Grabstein de 1704 jusqu’à ce qu’il lui soit confisqué en 1945. Après la Seconde Guerre mondiale, le château a été ouvert au public et pris en charge par le ministère de la Défense en 1953. L'état du vieux château s’est considérablement dégradé après le départ de l’armée et, en 1989, les rénovations ont commencé, ce qui a permis sa réouverture au public en 1993. La tour, aussi accessible au public, offre une vue magnifique des environs. De plus, on peut y observer l'architecture remarquable de la voûte et de l'aile nord. La partie la plus intéressante du château est la chapelle Sainte-Barbe, décorée de tableaux du XVIe siècle ainsi que de riches ornements datant de la Renaissance, qui présentent des portraits, des animaux et des armoiries royales.

## Galerie

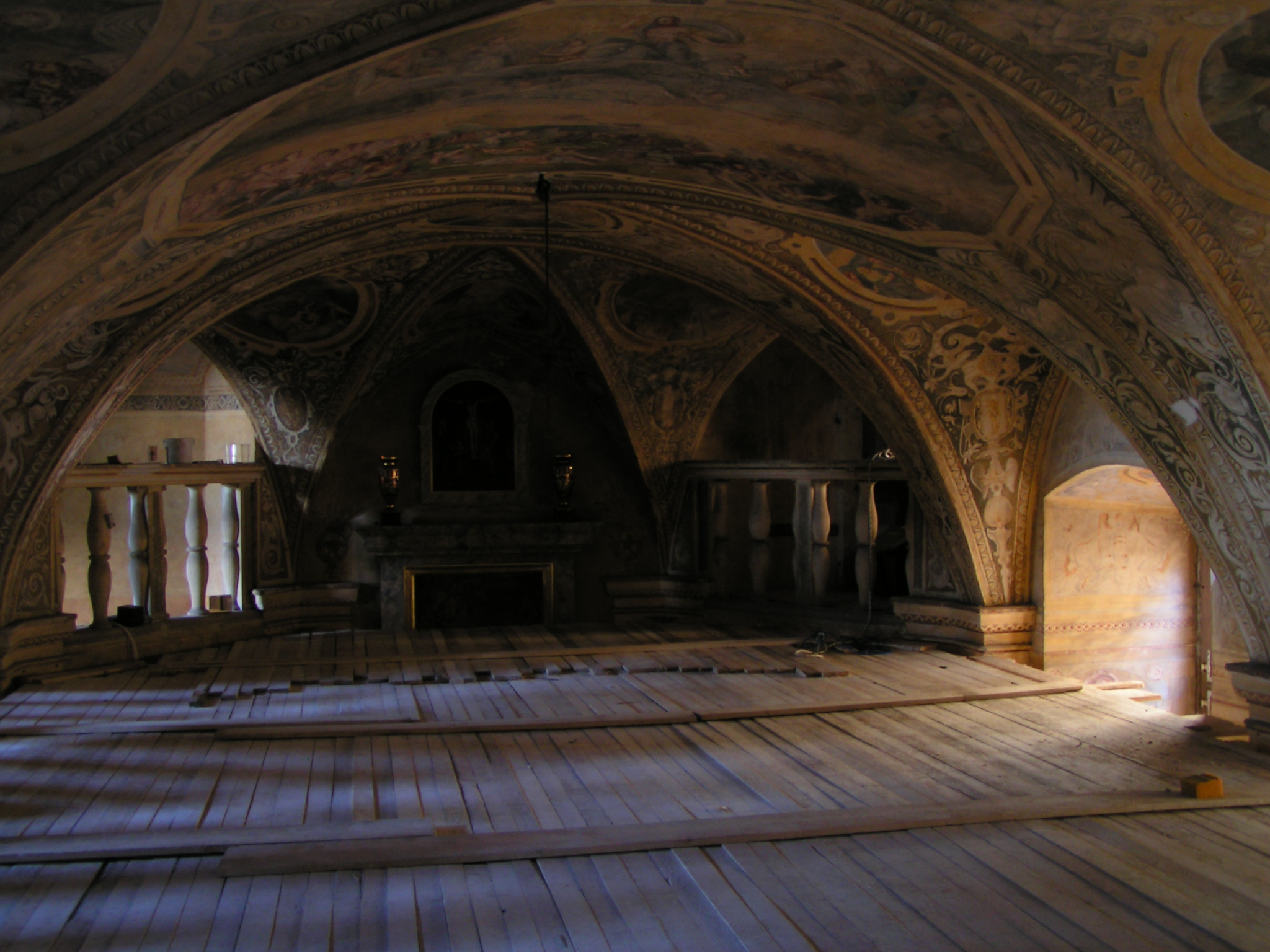
Voute
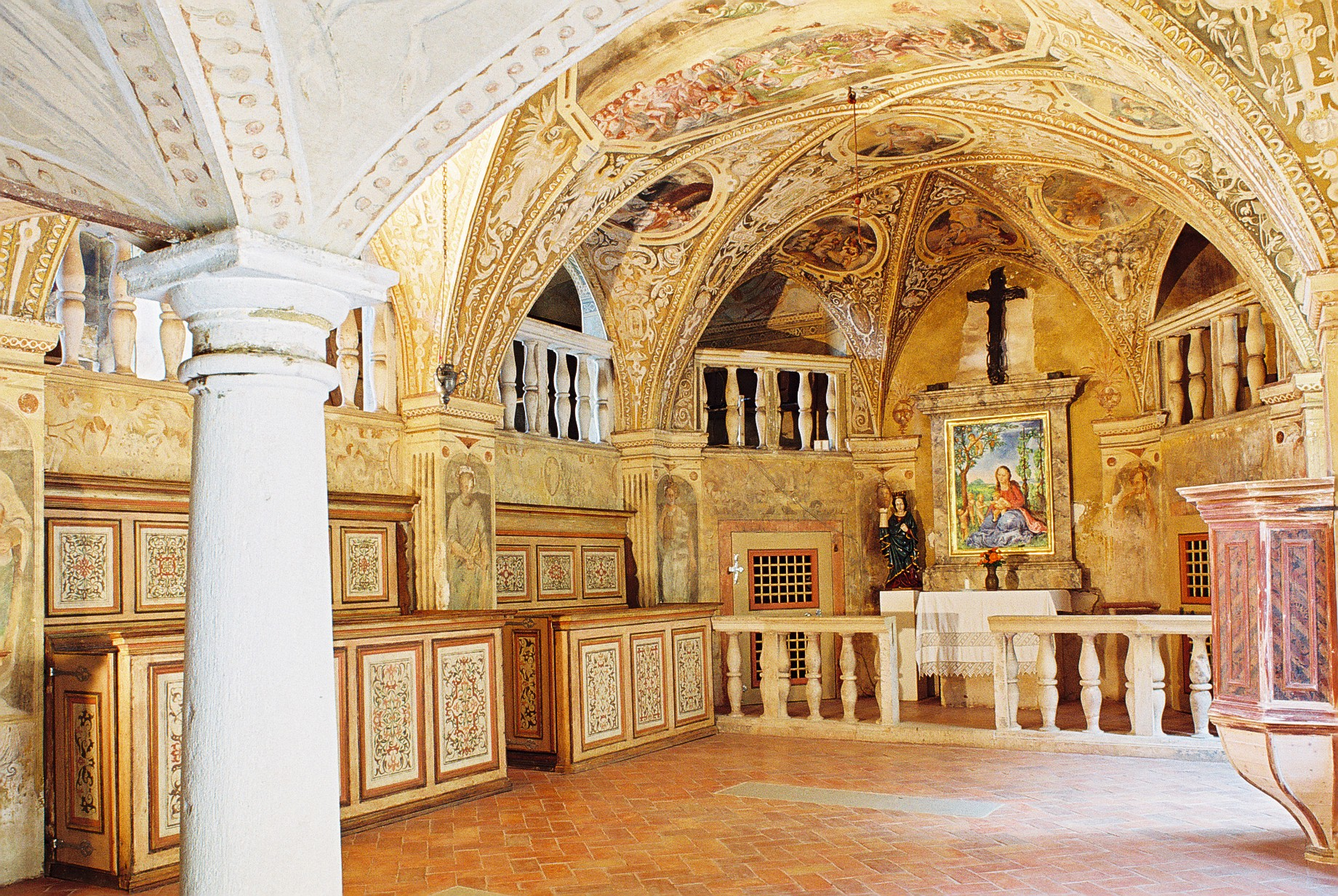
Chapelle